# Österrikes damlandslag i handboll

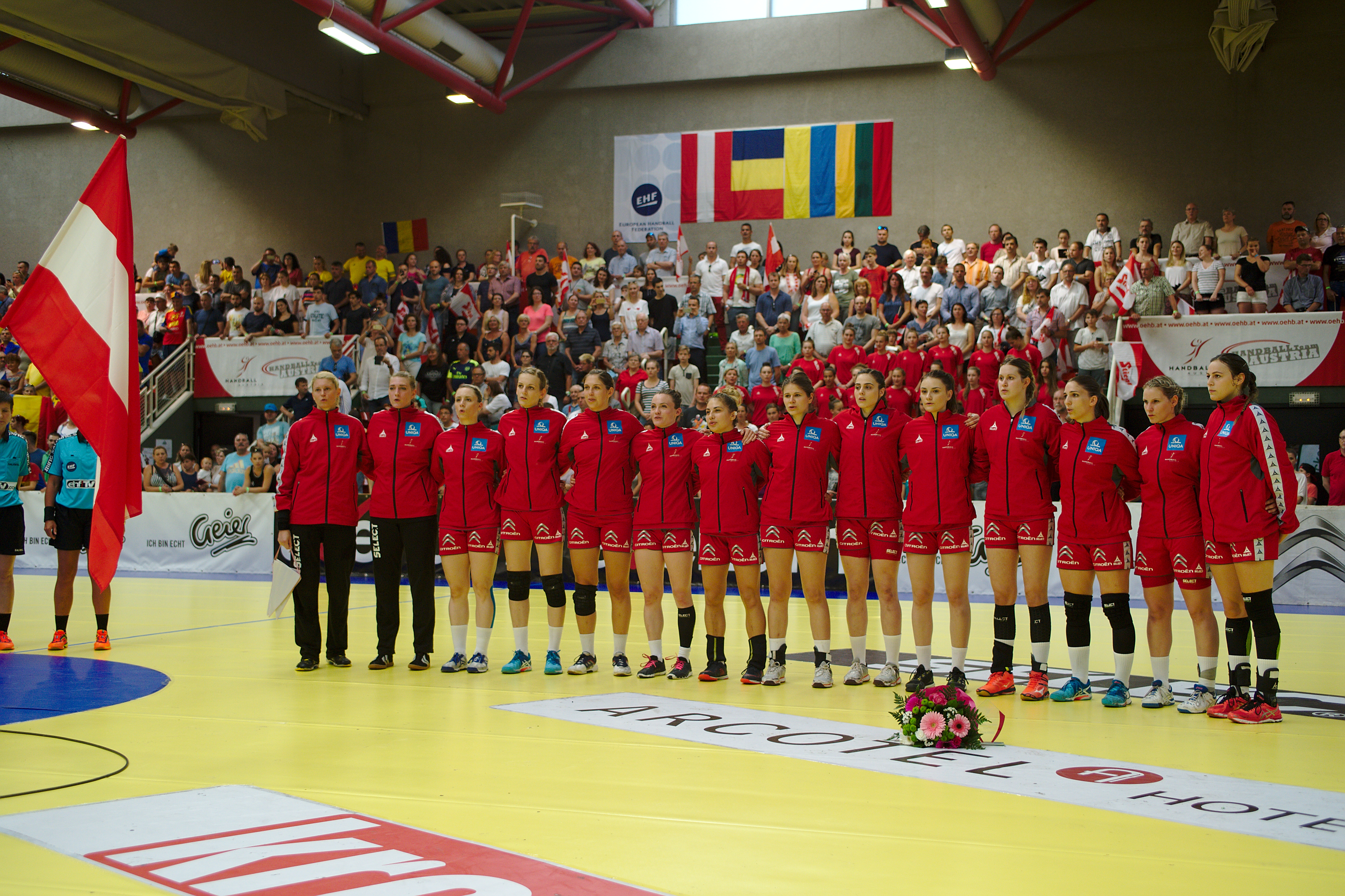
Landslagstruppen den 13 juni 2017.

Österrikes damlandslag i handboll representerar Österrike i handboll på damsidan. Österrike tillhörde världstoppen i mitten och slutet av 1990-talet.
Laget vann utomhus i Prag den 7 september 1930 med 5–4 mot Tyskland i vad som var handbollens första damlandskamp.

## Spelare i urval
- Stanka Božović – 220 landskamper (910 mål)
- Katrin Engel – 215 (892)
- Ausra Fridrikas – 133 (?)
- Sorina Lefter (Teodorović) – 130 (501)
- Tanja Logvin – 107 (820)
- Jasna Merdan-Kolar – 163 (1206)
- Marianna Racz – 113 (0)
- Natalija Rusnatjenko – 255 (7)